# Haubits

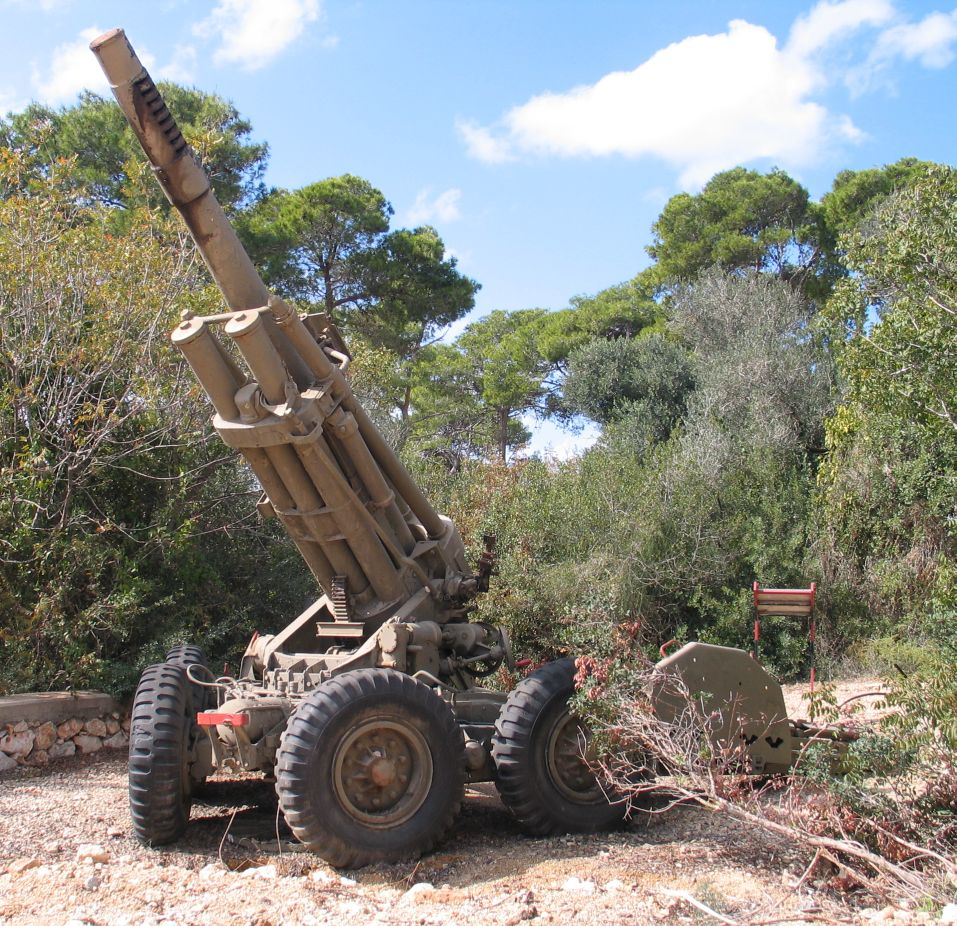
15,5 cm haubits F, stomme i svenska arméns tunga artilleri under andra hälften av 1900-talet

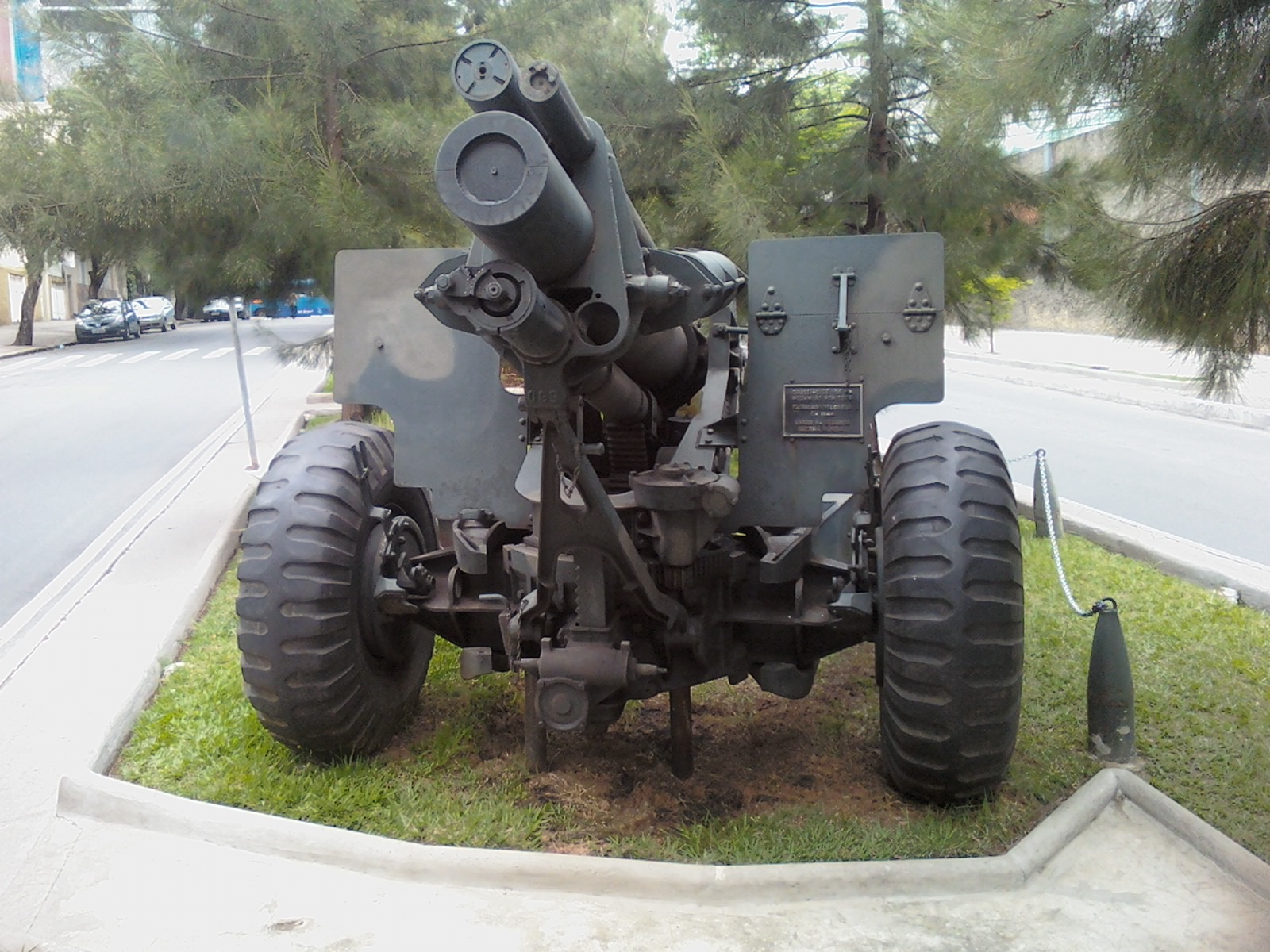
Belo Horizonte, Minas Gerais

Haubits (militärförkortning: haub) avser i grunden en kanon som kan skjuta med stor utgångsvinkel för både indirekt och direkt eld (fleckeld).

## Etymologi
Haubits kommer från tyska: haubitze i samma bemärkelse, vilket härrör från tjeckiska: houfnice i liknande betydelse för korta kanoner, av houf (”hop”) + nominalsuffixet -nice.

## Beskrivning
Haubitsen är en utveckling av mörsaren och benämndes tillsammans med mörsarna tidigare även kastpjäs. Med sin krökta projektilbana är de avsedda att nå mål bakom eller under skydd, utvecklade som en lättare variant av mörsarna. Haubitsen på 1900-talet kan avge både indirekt och direkt eld (fleckeld) med normalt upp till knappt 45 grader, i modern tid vissa även med övergrader, det vill säga mer än 45 grader.

### Konstruktion
En haubits kan använda mellan 5 och 9 olika karduser (delladdningar) av olika styrka. Sammantaget gör detta att granaterna kan få en brantare nedslagsvinkel, vilket ökar deras splitterverkan. Samtidigt blir det också lättare att beskjuta mål i starkt kuperad terräng och i bebyggelse.
Ursprungligen, före första världskriget, gällde att en haubits skulle ha en eldrörslängd på mellan 12 och 14 gånger kalibern, en utgångshastighet på cirka 350 m/s och elevationsmöjlighet upp till 45°. Pjäser med längre eldrör, större utgångshastighet och mindre maximal elevation kallades kanoner, kortare pjäser med större elevation (övergrader) kallades mörsare.
Såväl utgångshastighet, elevation som eldrörslängd kom med tiden att öka. Efter första världskriget räknades i allmänhet kanoner med eldrörslängd under 30 gånger kalibern som haubits. Pjäser med längre eldrör kallades kanoner. De kunde i regel inte eleveras till mer än 30° och hade sällan mer än två eller tre olika drivladdningar att välja mellan. Mellanting mellan kanon och haubits kallades kanonhaubits. Idag har gränsen mer och mer suddats ut, och moderna västerländska fälthaubitsar har i regel en kaliber på 15,5 cm och ett eldrör med en längd av 30 till 40 gånger kalibern. Kortpipiga pjäser med utgångsvinkel som var större än 45° kallades tidigare även mörsare.
Sydafrika tillverkade haubitser med lång räckvidd under 1980-talet vilka användes bland annat i Angola, Irak och Israel, konstruktören var bland andra kanadensaren Gerald Bull.[källa behövs]
Idag tillverkas ett flertal utländska haubitser enligt samma riktlinjer.

## Transport
Haubitsar kan vara dragna eller lagrade i fordon. Fordonslagrade pjäser kan vara hjulgående eller bandgående, exempelvis bandhaubits.
Haubitsar förekommer även med motoriserade rörliga lavettage för att kunna förflytta sig kortare sträckor i batteriplatsen. Ett svenskt exempel utvecklades av Bofors under början av 70-talet, kallad FH-77. Det är i grunden en vanlig dragen pjäs med två hjul som försetts med en hjälpmotor, vilket gör det möjligt för pjäsen att själv köra sista sträckan fram till grupperingsplatsen. En tidig efterföljare till Haubits 77 var den tysk-engelsk-italienska FH70(en).

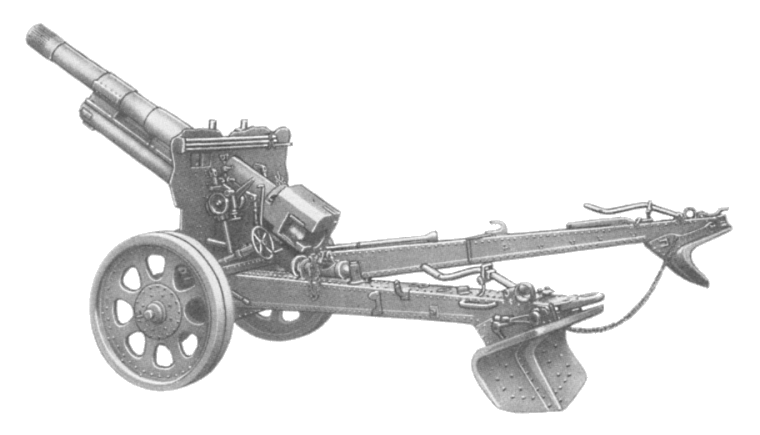
dragen: 15 cm haubits m/38
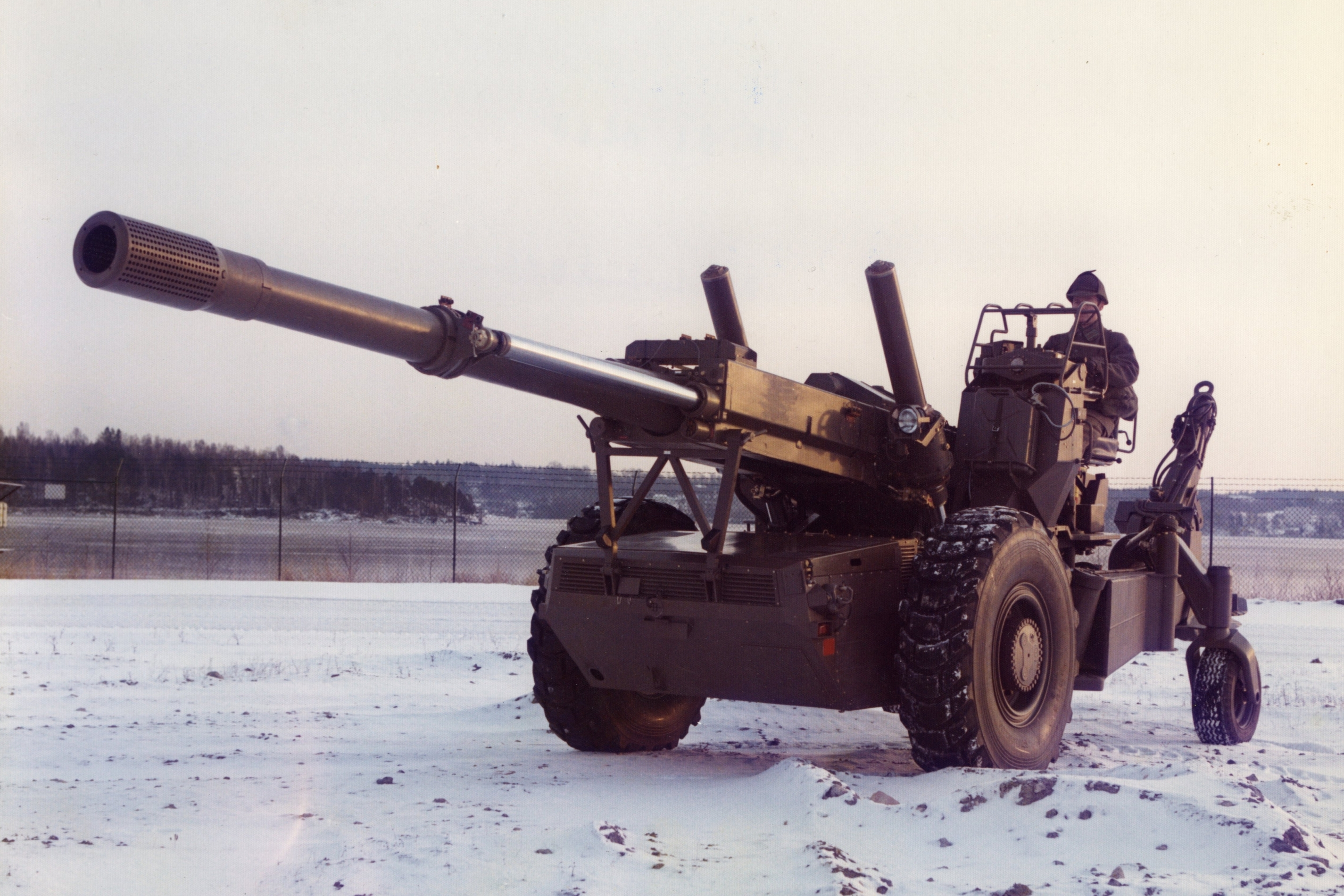
rörlig: 15,5 cm haubits m/77 A
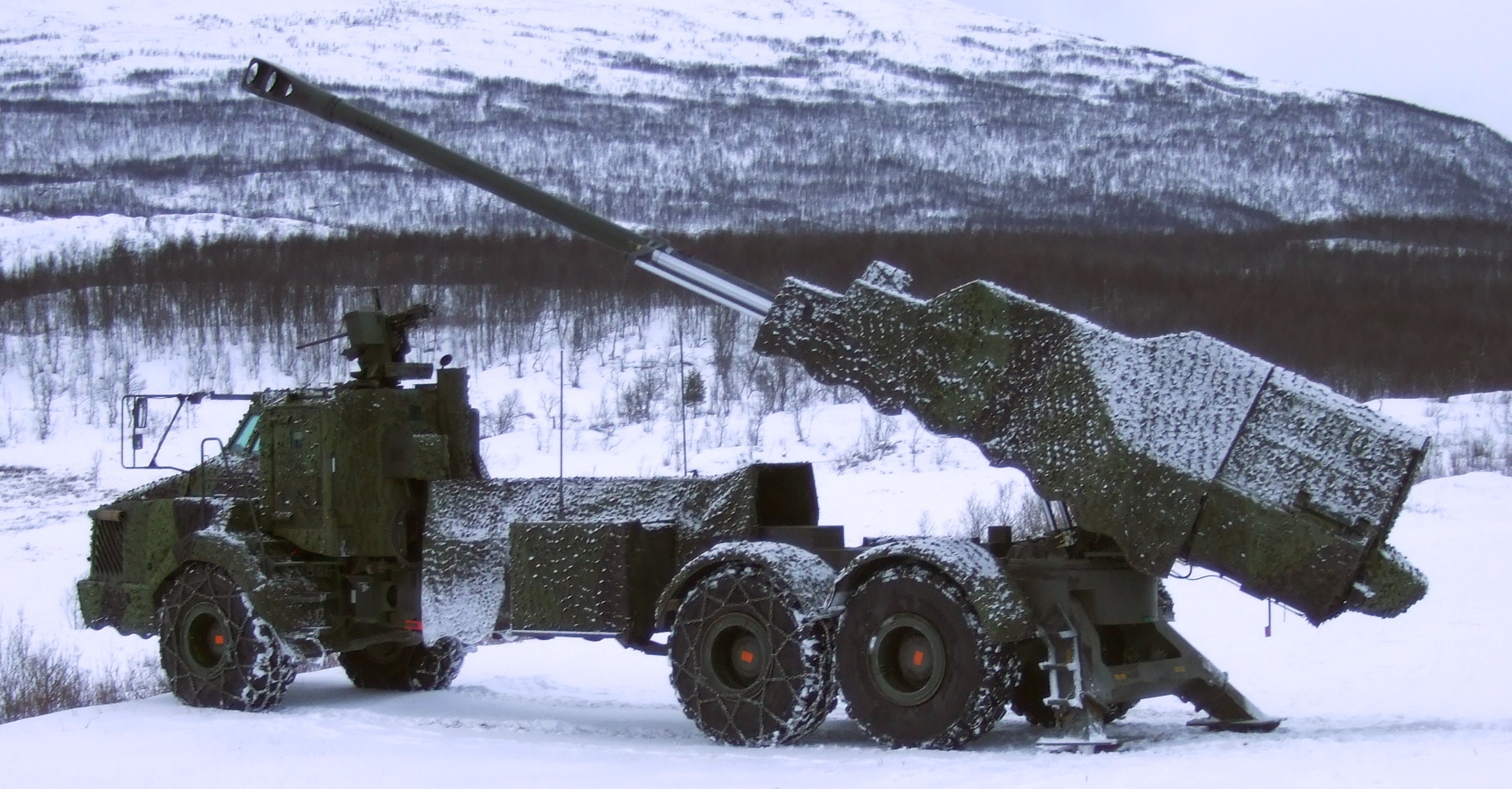
självgående: 15,5 cm haubits m/77 BW ”Archer”

## Svenska haubitsar

### 10 cm
- 10,5 cm haubits m/10
- 10,5 cm haubits m/39
- 10,5 cm haubits m/40
- 10,5 cm haubits 4140

### 15 cm
- 15 cm haubits m/1881
- 15 cm fästningshaubits m/02
- 15 cm fästningshaubits m/06
- 15 cm positionshaubits m/06
- 15 cm haubits m/19
- 15 cm haubits m/38
- 15 cm haubits m/39
- 15,5 cm haubits F (15,5 cm haubits m/54) ”fransyskan”
- 15,5 cm haubits m/77
  - 15,5 cm haubits m/77 A
  - 15,5 cm haubits m/77 B
  - 15,5 cm haubits m/77 BD (dumper)
  - 15,5 cm haubits m/77 BW (wheeled) ”Archer”

### 20 cm
- 21 cm haubits m/17
- 24 cm haubits m/1894

## Sovjetiska haubitsar
(inkomplett lista)
- 203 mm haubits M1931 (B-4)